# Carbamyl-phosphate
Le carbamyl-phosphate est un composé organophosphoré de formule chimique H2N–CO–OPO32−. C'est un composé intermédiaire de la biosynthèse des pyrimidines et de l'élimination de l'azote par le cycle de l'urée chez les espéces urotéliques comme les mamiféres.
Il est produit à partir de bicarbonate HCO3−, d'ammoniac NH3 (issu de la dégradation de la glutamine) et de phosphate (fourni par l'ATP) sous l'action de la carbamyl-phosphate synthétase (en) :
HCO3− + ATP → ADP + HO–CO–OPO32−,
HO–CO–OPO32− + NH3 + OH− → HPO42− + −O–CONH2 + H2O,
−O–CONH2 + ATP → ADP + H2N–CO–OPO32−.